# Wilhelm Lincke

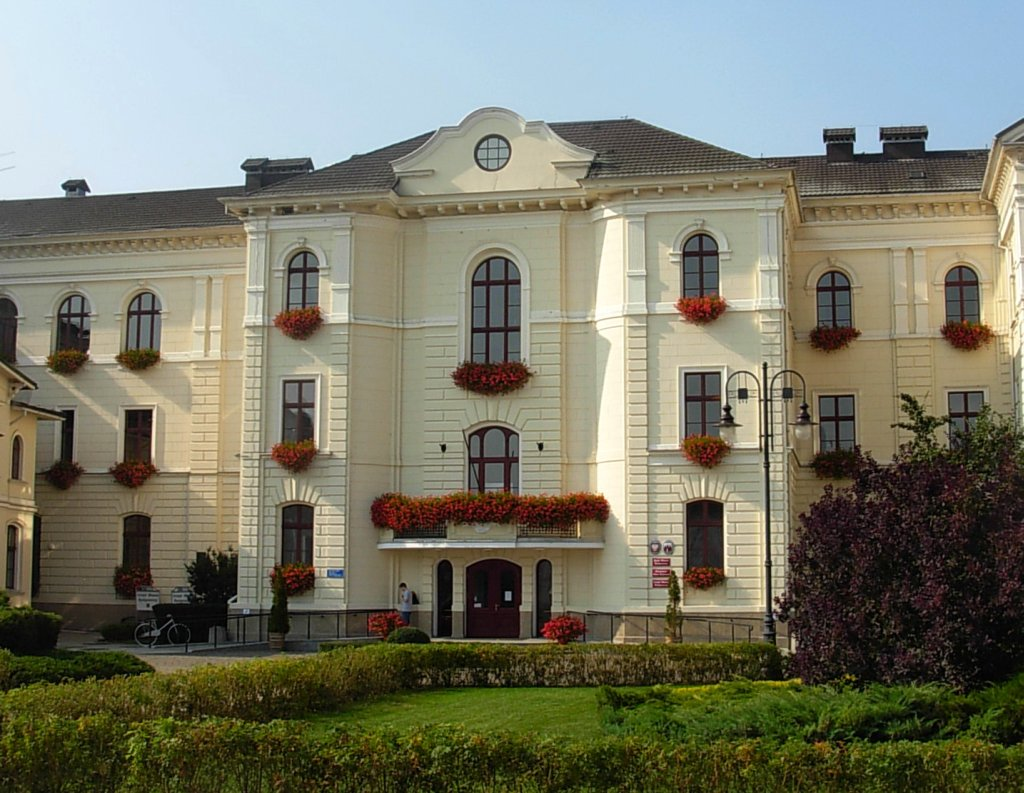
Przebudowany Bydgoski Ratusz Miejski w dawnym Kolegium Jezuitów według projektu W. Linckego

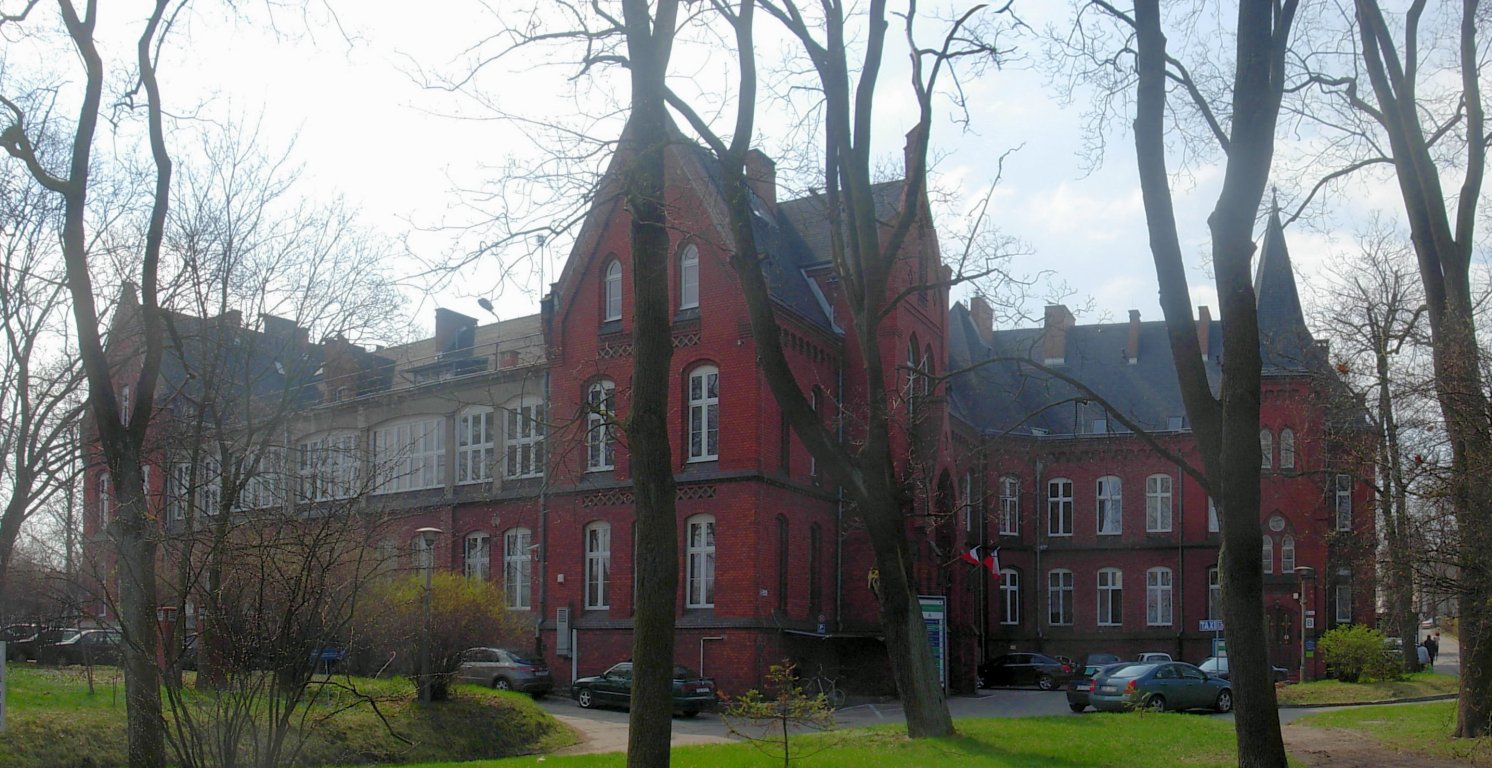
Szpital Diakonisek przy ul. Seminaryjnej w Bydgoszczy, wzniesiony w 1885 według projektu W. Linckego

Wilhelm Lincke (ur. 1846 w Magdeburgu, zm. 28 listopada 1885 w Bydgoszczy) – niemiecki architekt, miejski radca budowlany działający w Bydgoszczy w latach 1878–1885.

## Życiorys
Wilhelm Lincke urodził się w 1846 roku w Magdeburgu. W rodzinnym mieście ukończył Wyższą Szkołę Miejską, maturę zdał w 1863 roku. Następnie przez dwa lata zdobywał praktyczne wykształcenie w branży budowlanej, jednocześnie uczęszczając do Królewskiej Szkoły Sztuk Pięknych i Instytutu Rzemiosła Nauki Architektury w Magdeburgu. Później przeniósł się do Berlina, gdzie kontynuował naukę i pracował.
Tutaj od 1865 do 1867 r. uczył się w Królewskiej Akademii Budowlanej. W międzyczasie był zatrudniony przy budowie kościoła pw. św. Tomasza wzniesionego w latach 1865–1869 według projektu Friedricha Adlera.
Kolejne doświadczenia zawodowe zdobywał w Centralnym Biurze Budowlanym w Berlinie. Najpierw (1867–1868) pracował przy hanowerskiej kolei do Stendal, a później (do 1873) przy turyńskiej kolei do Erfurtu. Wykonywał projekty budowli na trasie kolei: stacji kolejowych (Gotha, Erfurt, Weimar, Naumburg, Weißenfels), urządzeń dworcowych, parowozowni, magazynów towarowych, stacji wodnej, jak też budynku wagi. W 1870 roku wziął udział w wojnie francusko-pruskiej.
Po zdaniu egzaminu na budowniczego (1872 lub 1873) został asystentem wyższego urzędnika budowlanego w Miejskim Urzędzie Budowlanym w Zgorzelcu. W tym czasie przygotował projekt i kierował budową szkoły miejskiej. W uznaniu jego zasług, mimo dość krótkiego czasu służby, zyskał uprawnienie do dożywotniej pensji i zatrudnienia.
W 1876 r. nie skorzystał z tej możliwości i dążąc do osiągnięcia większej samodzielności, podjął pracę w miejskim urzędzie budowlanym w Wiesbaden na stanowisku pierwszego asystenta, a później miejskiego budowniczego.
Ostatnim krokiem w jego karierze zawodowej był udział w konkursie na miejskiego radcę budowlanego w Bydgoszczy. Po wygraniu konkursu, w styczniu 1878 r., zrezygnował ze stanowiska w Wiesbaden i przyjął posadę miejskiego radcy budowlanego w tutejszym Magistracie. Na stanowisku miejskiego radcy budowlanego Bydgoszczy Lincke pracował aż do śmierci. W 1879 r. podupadł na zdrowiu, prawdopodobnie zachorował na gruźlicę. W 1880 roku poprosił o sześciotygodniowy urlop na podróż do uzdrowiska w Bad Reichenhall. W następnych latach także wyjeżdżał na kuracje do kolejnych uzdrowisk. Jednak choroba pogłębiała się i ostatecznie Lincke zmarł 28 listopada 1885 roku w wieku zaledwie 39 lat. Jego posadę w Bydgoszczy zajął architekt Carl Meyer.

## Działalność zawodowa w Bydgoszczy
Wilhelm Lincke objął posadę miejskiego radcy budowlanego w Bydgoszczy 17 stycznia 1878 roku. Pierwotnie zajmował się opracowaniem projektu budowy Ratusza Bydgoszczy, na siedzibę którego przewidziano dawne kolegium jezuickie. Wykonawcami prac byli: Albert Rose w zakresie robót murarskich i Heinrich Mautz ciesielskich. Uroczyste oddanie przebudowanego gmachu ratusza nastąpiło 19 grudnia 1879 roku.
Pracując jako radca budowlany, zatwierdził szereg projektów budynków prywatnych. Miał istotny wpływ na realizowane podówczas projekty utrzymane generalnie w stylistyce nawiązującej do klasycyzmu i renesansu. Sam poza przebudową i rozbudową budynku pojezuickiego na siedzibę ratusza, był autorem innych budowli będących inwestycjami miejskimi:
- planu adaptacji i rozbudowy dawnego budynku klasztornego klarysek na siedzibę Szpitala Miejskiego przy obecnej ul. Gdańskiej 4 – projekt 1878 r.; nadał fasadzie historyzujący kostium oparty na formach neorenesansowych i neomanierystycznych;
- projektu gmachu Miejskiej Szkoły Wydziałowej dla Dziewcząt (niem. Höhere Mädchenschule) przy ul. Konarskiego 5 – projekt 1882 r., ukończenie budowy 1884 r.;
- projektu drugiego szpitala miejskiego - tzw. Szpitala Diakonisek (niem. Diakonissenanstalt) przy ul. Seminaryjnej, wybudowanego w latach 1884–1885 z fundacji Louisy Giese-Rafalskiej.

## Galeria

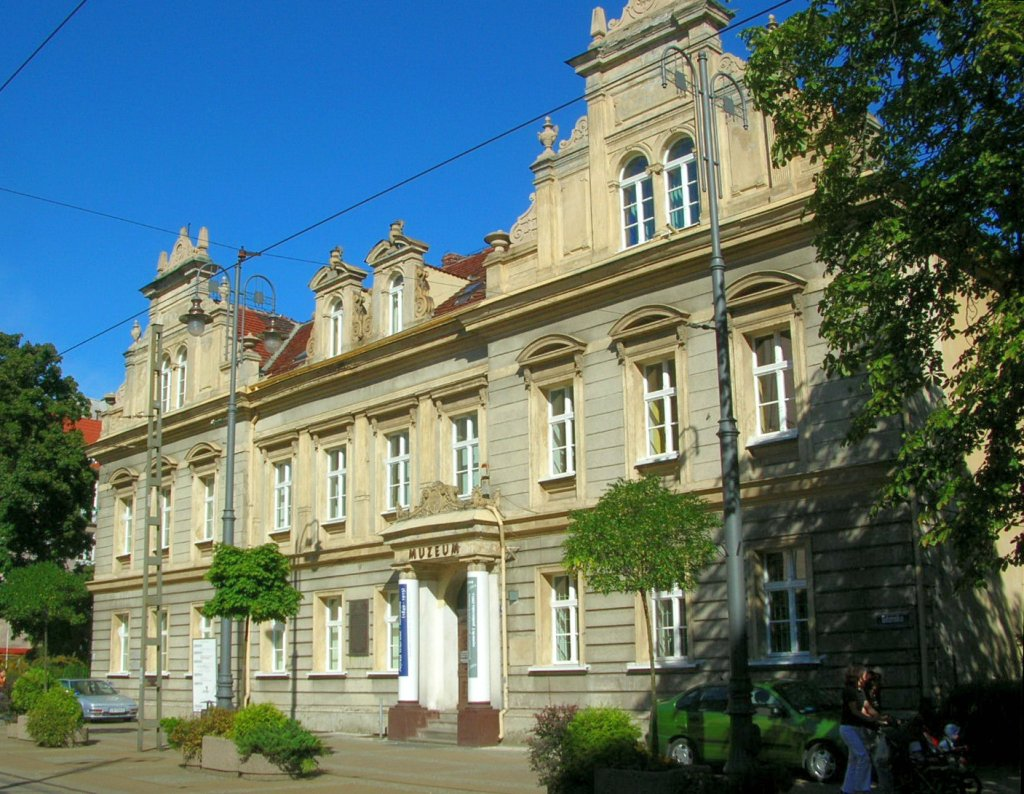
Przebudowany Szpital Miejski w dawnym klasztorze Klarysek przy ul. Gdańskiej w Bydgoszczy według projektu W. Linckego
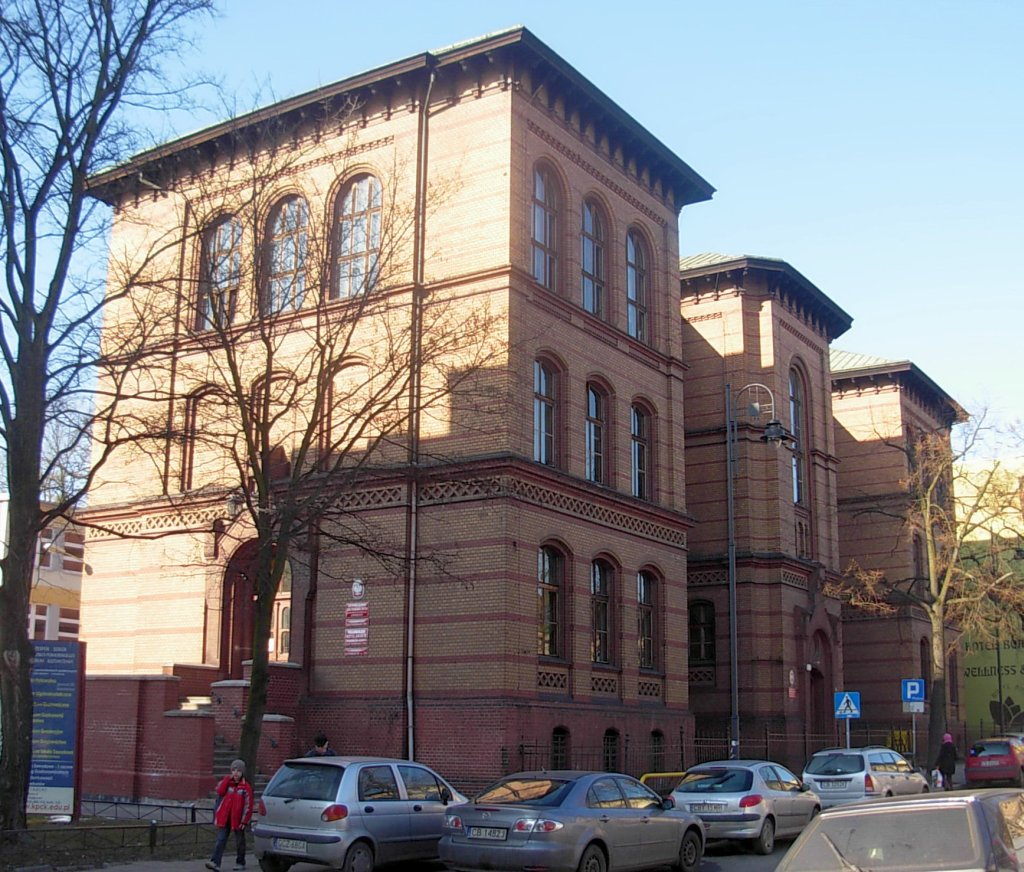
Budynek Zespołu Szkół Gastronomicznych przy ul. Konarskiego 5 w Bydgoszczy, wzniesiony w 1884 r. według projektu W. Linckego